# Gerard Barri
Gerard Barri Paytuví (Vallgorguina, Barcelona, Cataluña, España, 2 de enero de 2001) es un futbolista español que juega como defensa en la Segunda División RFEF con el Real Avilés Club de Fútbol, tras ser cedido por la SD Huesca "B".

## Trayectoria
Gerard se une a La Masía del Fútbol Club Barcelona siendo alevín en 2012 tras pasar por el Club Esportiu Sant Celoni, Penya Barcelonista Sant Celoni y Futbol Club Vallgorguina. Deja el club al año siguiente para continuar en el EF Mataró y posteriormente unirse al RCD Espanyol en 2014.
En 2019, tras finalizar su formación, firma por el Elche Club de Fútbol para jugar en su filial en la extinta Tercera División. Juega su primer partido el 31 de agosto partiendo como titular en una victoria por 2-0 frente al Club Deportivo Roda de Villarreal y anota su primer gol el siguiente 15 de diciembre en una victoria por 3-2 contra la Unión Deportiva Benigànim.
Barri debuta con el primer equipo el 16 de enero de 2021, partiendo como titular en una derrota por 0-2 frente al Rayo Vallecano en Copa del Rey. El 27 de julio ficha por la Sociedad Deportiva Huesca "B" de la recién creada Segunda División RFEF.
En enero de 2022 es cedido al Real Avilés de la Segunda Federación hasta final de temporada.

## Clubes
| Club                  | País   | Año       |
| --------------------- | ------ | --------- |
| Elche Ilicitano C. F. | España | 2019-2021 |
| Elche C. F.           | España | 2021      |
| S. D. Huesca "B"      | España | 2021      |
| Real Avilés C. F.     | España | 2022      |